# کوینونیا
کوینونیا (Koinonia) شکل ترجمه شده یا نویسه‌گردانی کلمه زبان یونانی کوینه به معنی جامعه است که به مفاهیمی مانند مشارکت، مشارکت مشترک، سهمی که فرد در هر چیزی دارد، هدیه مشترک، مجموعه اشاره دارد.